# Dschurdschī Zaidān

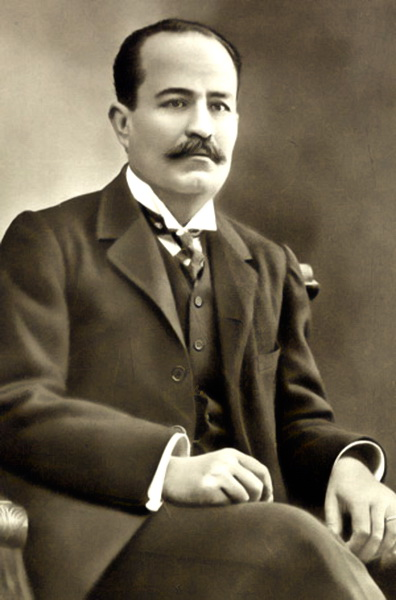
Dschurdschī Zaidān, im Mai 1915 posthum veröffentlichte Aufnahme

Dschurdschī Zaidān (arabisch جرجي زيدان, DMG Ǧurǧī Zaidān), auch George, Gurgi, Jirji und ähnlich geschrieben, (* 14. Dezember 1861 in Beirut; † 22. Juli 1914 in Kairo) war ein bekannter Schriftsteller, Herausgeber und Historiker der arabischen Nahda. Er gilt als Pionier des arabischen historischen Romans, erlangte jedoch auch durch die Begründung der bis heute fortbestehenden Zeitschrift al-Hilāl große Bedeutung.

## Leben
Dschurdschī Zaidān wurde in Beirut geboren und wuchs als ältester Sohn einer griechisch-orthodoxen Familie in eher ärmlichen Verhältnissen auf. Seine vom Libanonberg zugezogenen Eltern waren Analphabeten und ehemalige Bauern. Sein Vater Habîb betrieb ab 1860 eine kleine Herberge. Mit elf Jahren nahm er seinen Sohn von der Schule. Dschurdschī Zaidān bildete sich fortan autodidaktisch aus und bestand die Aufnahmeprüfung zum Studium. 
1881 begann er im Fach Medizin am Syrian Protestant College, der späteren Amerikanischen Universität von Beirut, brach seine Ausbildung jedoch nach weniger als einem Jahr wieder ab, nachdem einer der Dozenten wegen seiner Vorlesungen über den Darwinismus entlassen worden war, und zog im Herbst 1883, wie viele seiner Landsleute, nach Kairo. Sein dort zunächst fortgeführtes Studium beendete er nach kurzer Zeit vorzeitig. Er wurde darauf Dragoman der Briten.
Nach kurzen Aufenthalten im Sudan, wo die Briten mit der Niederschlagung des Mahdi-Aufstands beschäftigt waren, und einer Reise nach England 1886 ließ er sich 1887 dauerhaft in Kairo nieder. Er arbeitete für die Zeitschriften az-Zamān und al-Muqtataf und betätigte sich als Autor verschiedenster wissenschaftlicher und belletristischer Werke, von denen seine insgesamt 23 historischen Romane, die vor allem die muslimische Frühzeit zum Thema haben, besonders populär wurden.
Seine verbesserte finanzielle Lage erlaubte es ihm, eine Frau aus Syrien zu heiraten und auch seine Brüder und seine inzwischen verwitwete Mutter aus dem Libanon nach Ägypten kommen zu lassen. Die Familie entwickelte in der neuen Heimat eine europäisch orientierte bürgerliche Lebensweise, entsprechend stark wurde die Erhaltung einer arabischen Herkunftsverbundenheit zu einem der zentralen Anliegen seiner Werke.
1892 gründete Zaidān die Zeitschrift al-Hilāl („Die Mondsichel“), deren Ausrichtung und Inhalte er nicht nur als Herausgeber, sondern auch als Autor bis zu seinem Tode 1914 maßgeblich bestimmte. 1911 wurde ihm von Abbas II. der Titel eines Bey verliehen. Zaidān vertrat die Auffassung, dass er und viele andere griechisch-orthodoxe Araber vom arabischen Stamm der Ghassaniden abstammen würden. Für die Zugehörigkeit zur arabischen Nation war für Zaidān jedoch vor allem die Pflege der arabischen Sprache und der arabischen Sitten wichtig.
Der in Hebron geborene jüdische Schriftsteller Jitzchak Schami (1888–1949) gilt als Vertreter der Nahda in der Nachfolge von Dschurdschī Zaidān.

## Werke
- Tārīḫ at-tamaddun al-Islāmī („Geschichte der islamischen Zivilisation“), 5 Bände, Kairo 1902–1906. Das Werk wurde wegen seiner negativen Darstellung der Umayyaden und allgemein der Araber von Zeitgenossen wie Rafīq Bey al-ʿAzm (1865–1925), Schiblī an-Nuʿmānī (1858–1914) und Raschīd Ridā scharf kritisiert.[4]
- Riwāyat al-mamlūk aš-šārid. Uebers. aus d. Arab. von Martin Thilo unter dem Titel "Der letzte Mameluck und seine Irrfahrten. Ein historischer Roman."  Mit Bildn. u. faks. Brief d. Verf. Barmen: Klein 1917.
- „Geschichte der arabischsprachigen Literatur“. 4 Bände, 1911–1914.